# Palni Hills
Palni Hills är kullar i Indien.   De ligger i delstaten Tamil Nadu, i den södra delen av landet, 2 100 km söder om huvudstaden New Delhi.